# Лажеш, Мелита
„Лажеш, Мелита” је југословенска телевизијска серија снимљена 1983. године у продукцији ТВ Загреб.

## Улоге
| Глумац            | Улога                              |
| ----------------- | ---------------------------------- |
| Горана Степачић   | Мелита Косић (5 еп. 1983)          |
| Данко Љуштина     | Бранко Косић (5 еп. 1983)          |
| Ладислав Вргоч    | Ненад Косић (5 еп. 1983)           |
| Звонко Лепетић    | Сусјед Ружић (5 еп. 1983)          |
| Тони Москов       | Шиљо (5 еп. 1983)                  |
| Мустафа Надаревић | Професор Вадовец (5 еп. 1983)      |
| Жарко Поточњак    | Сликар Сјекира (5 еп. 1983)        |
| Снежана Трајковић | Верица (5 еп. 1983)                |
| Славица Јукић     | Сусједа (4 еп. 1983)               |
| Енес Кишевић      | Димњачар (3 еп. 1983)              |
| Фрањо Мајетић     | Сусјед (3 еп. 1983)                |
| Ђуро Утјешановић  | Поштар (3 еп. 1983)                |
| Бранка Цвитковић  | Мира Косић (2 еп. 1983)            |
| Андреа Баковић    | Конобарица (1 еп. 1983)            |
| Нада Гачесић      | Професорка математике (1 еп. 1983) |
| Звонимир Јурић    | Сусјед (1 еп. 1983)                |
| Зденка Трах       | Сусједа (1 еп. 1983)               |

Комплетна ТВ екипа  ▼
| Редитељ              | Миливој Пухловски | (непознат број епизода)          |
| Сценариста           | Иван Кусан        | (новела) (непознат број епизода) |
| Сценариста           | Миливој Пухловски | (непознат број епизода)          |
| Композитор           | Жељко Јанда       | (непознат број епизода)          |
| Директор фотографије | Драган Руљанчић   | (непознат број епизода)          |
| Mонтажер             | Соња Рајковић     | (непознат број епизода)          |
| Сценограф            | Динка Јеричевић   | (непознат број епизода)          |
| Костимограф          | Лада Гамулин      | (непознат број епизода)          |